# En vacker kväll
En vacker kväll Sommarturné 2017 (швед. Прекрасный вечер) — сольный гастрольный тур шведского поп-рок музыканта Пера Гессле, солиста групп Roxette и Gyllene Tider. О туре было объявлено 21 ноября 2016 года. Двадцать один концерт и одно «секретное» выступление прошли по городам Швеции, Норвегии и Финляндии в июле и августе 2017 года.  Организатором тура выступила компания «Live Nation».
Так как предыдущий тур «Party Crasher» (2009) был европейским, «En vacker kväll» является первым сольным туром музыканта по Швеции за последние 10 лет со времен «En händig man på turné» (2007).
Тур приурочен к выходу двух сольных альбомов певца, которые записывались в Сконе, Швеция и в Теннесси, США в 2016 году. Первый альбом «En vacker natt» вышел 28 апреля 2017 года, а второй «En vacker dag» — 22 сентября 2017 года.
В общей сложности тур посетили порядка 120 000 человек (в Швеции и Норвегии), некоторые из которых приезжали в Швецию даже из стран Южной Америки, а самые известные шведские музыкальные критики, среди которых Нильс Ханссон из «Dagens Nyheter» и Хокан Стиин из «Aftonbladet», оценили гастроли крайне положительно. 

## Общая информация
В связи с прекращением концертной деятельности Roxette по причине самочувствия солистки Мари Фредрикссон, Гессле заявил, что на своем сольном туре будет исполнять как свои сольные песни, так и композиции группы Roxette. Он также обещал, что будут исполнены и песни Gyllene Tider. Таким образом, это первый в истории гастрольный тур, на котором Гессле одновременно исполняет свои сольные песни, а также песни Roxette и Gyllene Tider.

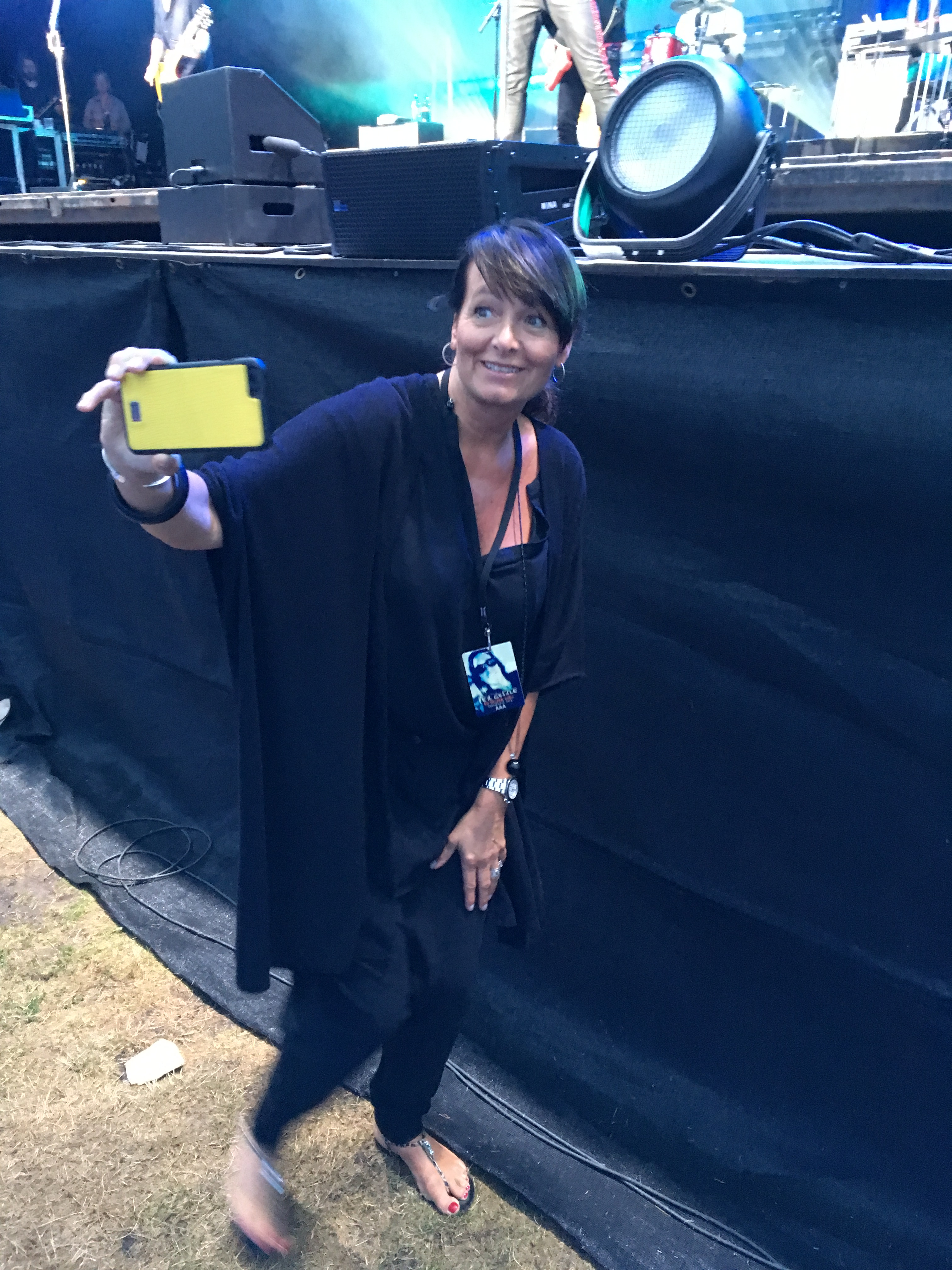
Оса Гессле снимает на видео некоторые песни и публику во время выступления в Греббестаде

Как и во время предыдущих гастрольных туров, супруга музыканта О́са Гессле-Норди́н снимала короткие ролики выступлений, которые затем появлялись на официальном YouTube канале музыканта GessleHomeVids Архивная копия от 20 января 2017 на Wayback Machine. В некоторых случаях в подписи к видео Пер называл свою жену «Awesome» (Filmed by Awesome) (англ. прекрасная, созвучно шведскому женскому имени О́са).

## Музыканты
Почти все музыканты, выступавшие вместе с Гессле во время тура сотрудничают с ним многие годы: как в студии во время записи альбомов, так и во время концертных туров разных лет. Так, Кларенс Эверман является продюсером и клавишником Roxette с конца 1980-х, Кристофер Лундквист — играл в Roxette с середины 1990-х, Хелена Юсефссон — поет с Гессле с момента выхода альбома «Mazarin» (2003), Магнус Бёрьессон — с 2007 года. Ула Густафссон, Малин-Мю Валл и Андреас Дальбек работают с группой впервые.

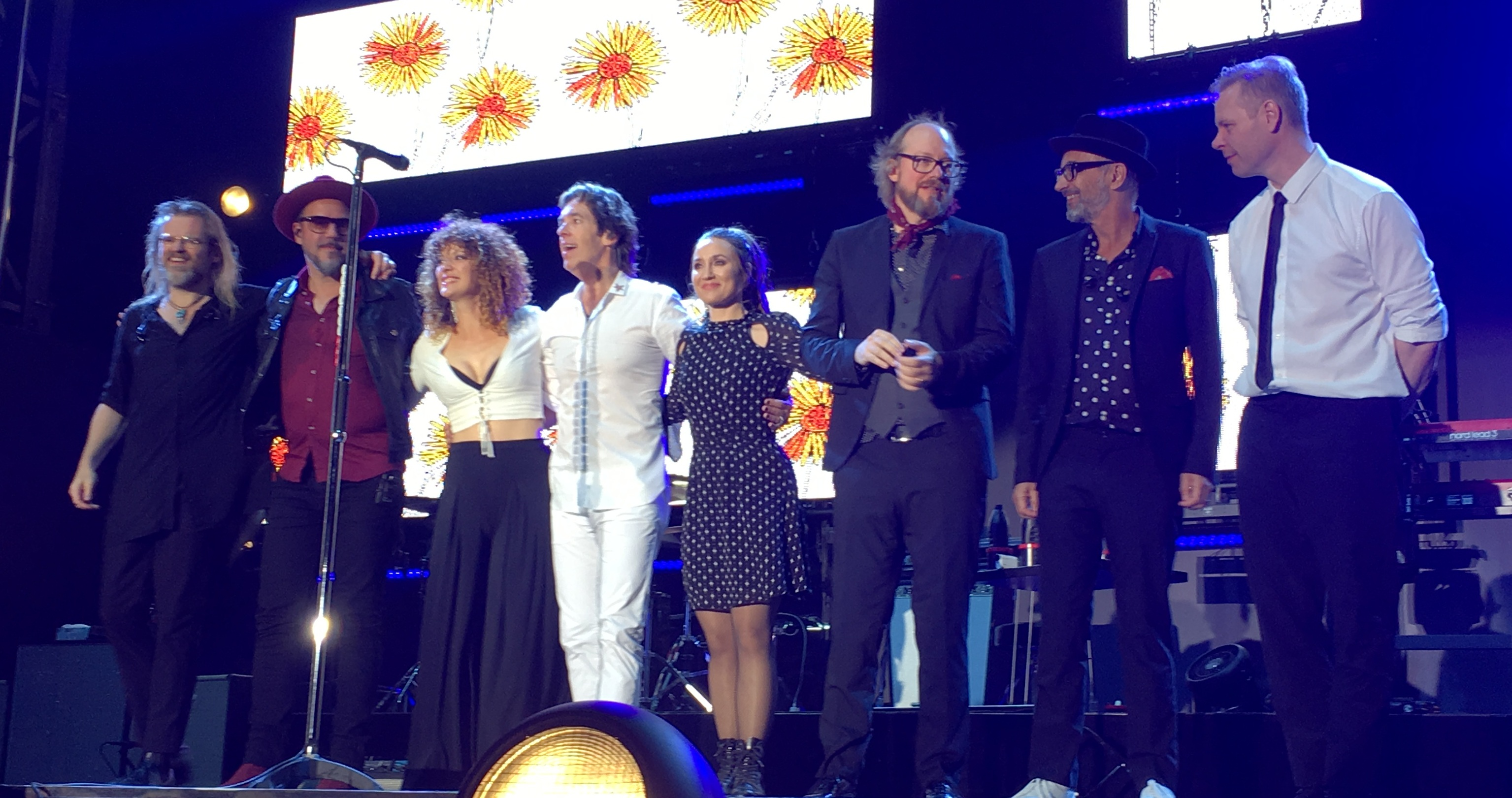
Слева направо: Кристофер Лундквист, Ула Густафссон, Хелена Юсефссон, Пер Гессле, Малин-Мю Валл, Магнус Бёрьессон, Кларенс Эверман, Андреас Дальбек

- Пер Гессле — акустическая и электрогитара, вокал, губная гармонь
- Кристофер Лундквист — акустическая и электрогитара, педальная слайд-гитара, бэк-вокал
- Кларенс Эверман — клавишные
- Хелена Юсефссон — вокал, бэк-вокал, перкуссия
- Магнус Бёрьессон — бас-гитара, бэк-вокал[8]
- Ула Густафссон — гитара, педальная слайд-гитара, бэк-вокал
- Малин-Мю Валл — скрипка, бэк-вокал, перкуссия, мандолина
- Андреас Дальбек — ударные, перкуссия[9]
- Ларс Виннербэк — вокал (только для песен «Småstadsprat» и «Honung och guld» на концерте в Хальмстаде[10], а также для песен «Småstadsprat», «Honung och guld» и «Min plats» на концерте в Линчёпинге)
- Мике «Сюд» Андерссон — бэк-вокал и перкуссия (только для песни «Sommartider» на концерте в Уппсале)[11]
- Good Harvest — бэк-вокал (только для песни «Honung och guld» на концерте в Уппсале и Эскильстуне)[12]

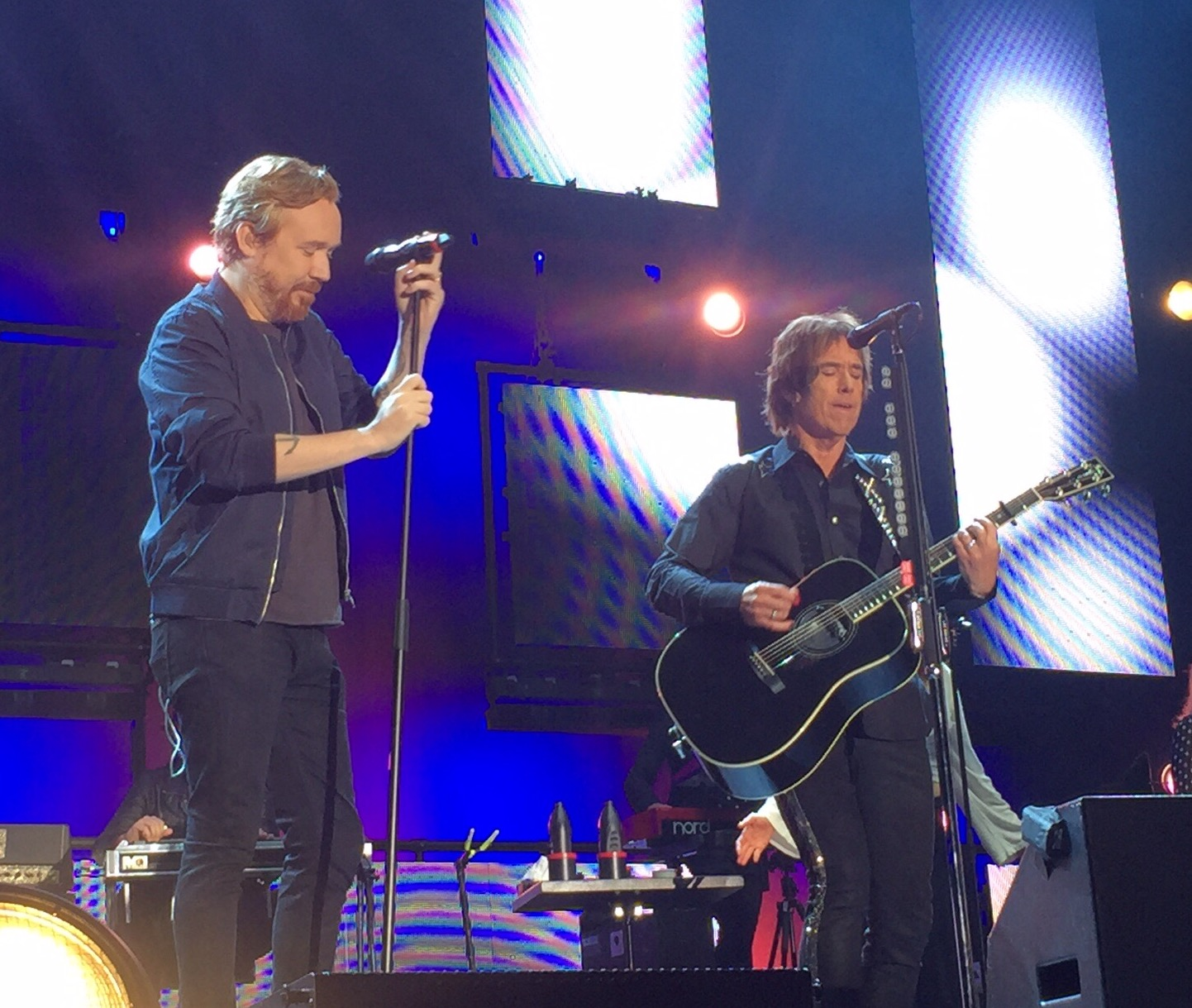
Ларс Виннербэк в качестве специального гостя на концерте в Хальмстаде, 11 августа 2017 года

## Музыка перед концертом

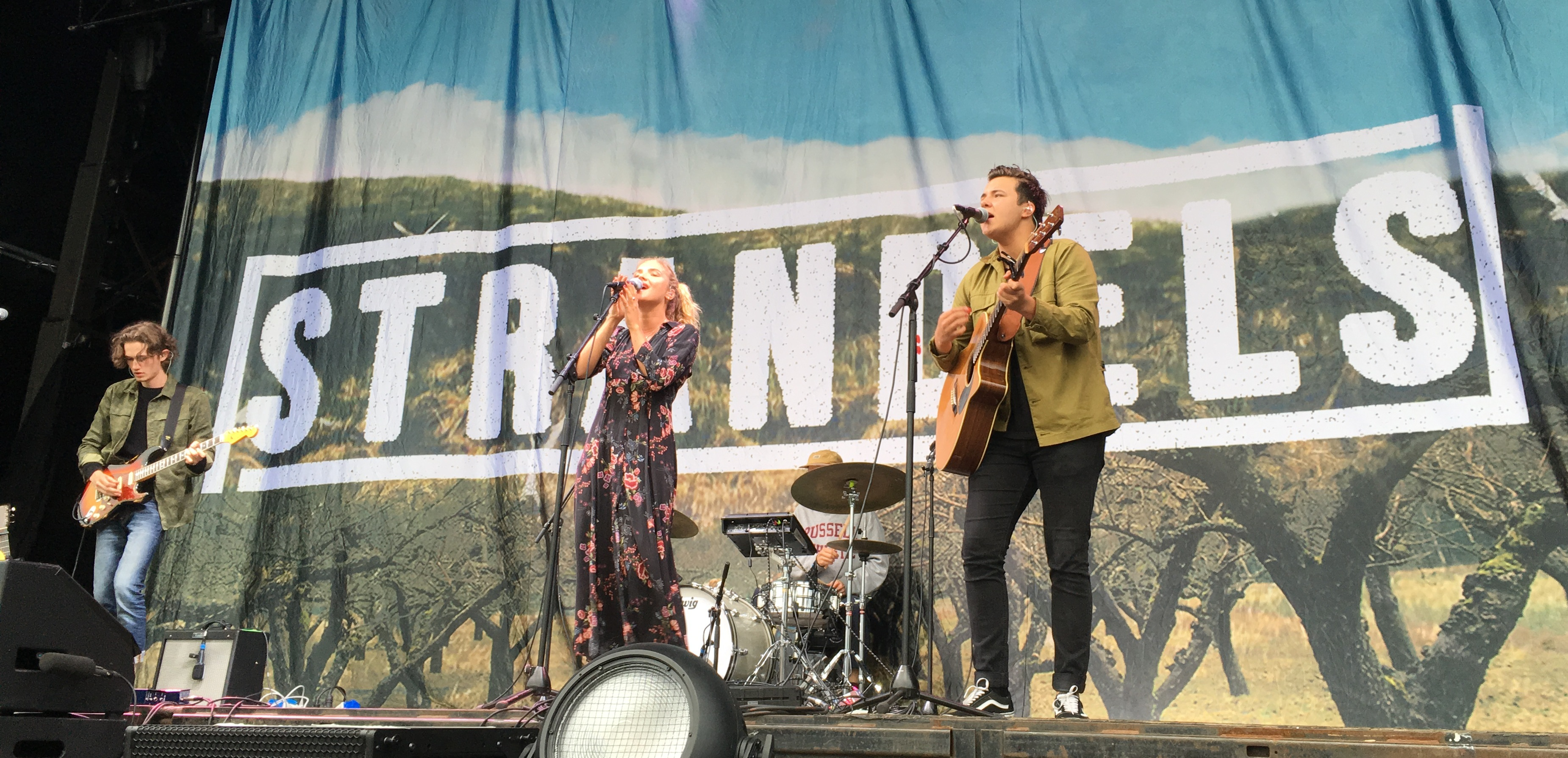
Дуэт The Strandels на разогреве перед концертом в Греббестаде, 21 июля 2017 года

Пер лично отбирает музыку, которая звучит во время подготовки сцены к концерту и до выхода на неё музыкантов. Эта музыка — его личные предпочтения, песни, которые на него влияют и вдохновляют. Во время этого тура звучала музыка Вилли Нельсона, Таунса Ван Зандта, Роя Орбисона, Blondie, Jefferson Airplane и других.
На разогреве по очереди выступали две шведские группы, записывающиеся на новом лейбле Пера Гессле Space Station 12. Первая группа — Good Harvest (Ханна Энлёф и Юльва Эрикссон), за ними выступал дуэт Strandels (Това и Сикстен Странделл, сестра и брат). Каждая группа исполняла свои песни и каверы на известные хиты в течение примерно 25 минут. Среди песен, исполненных дуэтом Strandels: «Chance Of Rain», «The final bow» и «If God Has A Plan Out Now».
На двух концертах: в Греббестаде и Гётеборге вместо Good Harvest выступал дуэт Алекса Шильда (Alex Shield) и Карлы К. (Charla K). Алекс Шильд также записывается на лейбле Гессле Space Station 12. Одну из исполненных на концерте песен «The Good Fight» он записал вместе с самим Пером Гессле. Кроме этого исполнялись «Should’a Let Me Go», «Staying Alive» и другие.

## Исполняемые композиции
В интервью газете «Hallandsposten» Гессле признался, что аранжировка многих песен (в особенности с альбома «Mazarin», 2003) специально для концертов была переработана из-за стиля кантри, в котором записан новый альбом, и они будут звучать по-новому. Однако, некоторые песни будут исполнены в привычном ключе: так, например, «в „The Look“ не будет звучать кантри-скрипка»,— сказал музыкант.
После представления музыкантов и перед исполнением песни «The Look» на разных концертах звучали начальные аккорды различных популярных песен Roxette, Gyllene Tider или популярные народные мелодии («När vi två blir en», «Ljudet av ett annat hjärta», «Listen to Your Heart», «In the Hall of the Mountain King», «Värmlandsvisan» и «Säkkijärven polkka»), которые не были включены в основной сет-лист. Такие своего рода «пасхалки» неоднократно встречались во время предыдущих концертов музыканта.
Сет-лист ниже представлен по примеру премьерного концерта в Хельсинборге. Начиная с концерта в Греббестаде в сет-лист была добавлена песня Gyllene Tider «Hon vill ha (puls)» и не исполнялась песня Roxette «Dressed for success».
1. «Min plats»
2. «På promenad genom stan»
3. «Vilket håll du än går»
4. «Juni, juli, augusti»
5. «Det hjärta som brinner»
6. «Segla på ett moln» / «Första pris»
7. «Tittar på dej när du dansar»
8. «It Must Have Been Love»
9. «Honung & guld»
10. «Här kommer alla känslorna (på en och samma gång)» / «Flickan i en Cole Porter-sång»
11. «Kung av sand»
12. «Ljudet av ett annat hjärta»
13. «Spegelboll»
14. «Gå & fiska!»
представление музыкантов
15. «The Look»
пауза
16. «Varmt igen»
17. «Tycker om när du tar på mej»
18. «Dressed for Success»
19. «Joyride»
пауза
20. «Sommartider»
21. «Småstadsprat»

## Даты концертов и список городов
Пер Гессле: Время сделать музыкальное селфи!
Я пишу песни и исполняю их на протяжении вот уже 37 лет. Несомненно, судьба ко мне благосклонна. У меня три разных карьеры: одна с Roxette, одна с Gyllene Tider, а также моё сольное творчество. Все они очень разные, но одинаково близкие моему сердцу, как и моя ДНК. Поэтому, летом 2017 года я решил смешать всё вместе и сыграть песни, которые я написал и которые много для меня значат. Из репертуара Roxette, Gyllene Tider и из моих сольных проектов. Мне кажется, это правильно. И время как раз подходящее.
Как раз 10 лет прошло с тех пор, как я выпустил свой последний шведский сольник и был на гастролях по стране. Надеюсь, встретить вас во время тура этим прекрасным летом.

П.Оригинальный текст (швед.)
Det är dags att ta en musikalisk selfie!
Jag har skrivit låtar och varit artist i 37 år. Helt klart lyckligt lottad. Tre karriärer har det blivit. En med Roxette, en med Gyllene Tider och en alldeles solo. Alla tre är olika men ligger lika nära mitt hjärta och bär mitt personliga DNA och nu, till sommaren 2017, tänkte jag blanda om i min gryta och spela låtar jag skrivit som betytt extra mycket för mej. Både från Roxette, Gyllene Tider och från min soloresa. Det känns rätt. Och på tiden.
Det är tio år sedan jag gjorde ett svenskt album och en turné i Sverige på egen hand. Hoppas vi syns någonstans i den vackra sommaren.
P.

За два дня до начала тура в Хельсинборге, Гессле выступил на знаменитом шведском шоу «Allsång på Skansen», которое проводится в музее Скансен в Стокгольме. Были исполнены хиты «Sommartider», «Här kommer alla känslorna / Flickan i en Cole Porter-sång» и новый сингл «Småstadsprat» (дуэтом с ведущей программы Санной Нильсен).
| Дата концерта | Город/страна         | Арена                | Примечания |
| ------------- | -------------------- | -------------------- | --- |
| 27 июня       | Хальмстад Швеция     | Отель Tylösand       | Перед началом всех гастрольных турне Гессле устраивал «секретный» премьерный концерт в баре Leif’s Lounge собственного отеля «Tylösand» в пригороде родного Хальмстада. В 2017 году о премьере было объявлено за 10 дней на фейсбук-странице отеля, а билеты на это выступление продавались свободно наравне с билетами на другие шоу тура. По сведениям газеты «Aftonbladet» концерт длился 70 минут, на нем присутствовали 700 человек, все билеты на этот вечер были распроданы.                                  |
| 6 июля        | Хельсинборг Швеция   | Замок Софиеру        | 8 385 зрителей, билеты на концерт распроданы полностью |
| 7 июля        | Оскарсхамн Швеция    | Latitud 57           | 9 000 зрителей. Выступление на музыкальном фестивале. |
| 8 июля        | Эребру Швеция        | Gustavsviksbadet     | Изначально выступление планировалось на Slottsparken (в дворцовом парке), однако в конце апреля 2017 года он был объявлен непригодным для проведения концертов и выступление перенесли в Gustavsviksbadet. |
| 13 июля       | Рэттвик Швеция       | Dalhalla             | Вместо песни «Tittar på dej när du dansar» был исполнен хит Roxette «Listen To Your Heart». |
| 14 июля       | Тёребуда Швеция      | Torget               | Концерт проходил на центральной площади города. Выступление посмотрели 4 500 человек. |
| 15 июля       | Карлскруна Швеция    | Hasslöfestivalen     | Выступление на музыкальном фестивале |
| 21 июля       | Греббестад Швеция    | Tanumstrand          | 6 350 зрителей, новый рекорд посещаемости этой концертной площадки. Билеты на концерт были полностью распроданы. |
| 22 июля       | Гётеборг Швеция      | Trädgårdsföreningen  | 7 923 зрителей. |
| 23 июля       | Фредрикстад Норвегия | Månefestivalen       | Выступление на музыкальном фестивале |
| 27 июля       | Стокгольм Швеция     | Скансен              | The Daily Roxette ссылается на официальную страницу музея «Скансен» и называет число посетителей концерта: 10 000 человек, однако присутствовавший на выступлении редактор портала пишет, что число зрителей возможно было меньше — 8 000. |
| 28 июля       | Эстерсунд Швеция     | Storsjöyran          | Выступление на городском фестивале. На концерте было исполнено всего 16 песен, это самый короткий сет-лист за весь тур. На разогреве выступал Хосе Гонзалес, аргентинско-шведский музыкант и гитарист в стиле инди-фолк из Гётеборга. После выступления Гессле в 00:30 на сцену поднялись Pet Shop Boys, также на другой сцене выступала Линнея Хенрикссон (см. «En vacker dag»). |
| 29 июля       | Питео Швеция         | Pite Havsbad         | 8 000 зрителей. Ожидалось, что в этот день может быть побит рекорд посещаемости этой площадки (ок. 12 000 человек), так как в день концерта билеты продавались со скоростью 1 билет/мин. На этом концерте не было выступлений групп разогрева. Перед исполнением песни «Juni, juli, augusti» Гессле упомянул, что последний раз выступил в Питер 36 лет назад, в августе 1981 года. |
| 1 августа     | Боргхольм Швеция     | Боргхольмский замок  | Выступление в Боргхольмском замке стало знаковым, потому что именно здесь 28 лет назад был снят клип на один из самых больших хитов Roxette «Listen to Your Heart» (видео Архивная копия от 16 сентября 2017 на Wayback Machine). Концерт посетила давняя поклонница творчества Гессле шведская кронпринцесса Виктория, её супруг принц Даниэль и их друзья. 1 августа у Пера были именины и во время представления музыкантов бас-гитарист Магнус Бёрьессон вместе с публикой спели для Пера поздравительную песню. |
| 2 августа     | Мальмё Швеция        | Mölleplatsen         | |
| 3 августа     | Арвика Швеция        | Arvika Hamnfest      | 8 000 зрителей. |
| 11 августа    | Хальмстад Швеция     | Brottet              | 11 000 зрителей. Концерт снимался на видео для SVT Direct, показ по телевидению планируется зимой 2017/18 года. Планируется выпуск DVD/BD диска с записью шоу. Специальным гостем концерта стал Ларс Виннербэк, который исполнил с Гессле дуэтом песню «Småstadsprat», а также песню Gyllene Tider «Honung och guld». |
| 12 августа    | Линчёпинг Швеция     | Stångebro            | Так как Линчёпинг является родным городом Ларса Виннербэка, он также вышел на сцену в качестве специального гостя и исполнил дуэтом с Пером Гессле три песни: «Småstadsprat», «Honung och guld» и «Min plats». |
| 18 августа    | Уппсала Швеция       | Botaniska Trädgården | 8 542 зрителей. Во время концерта на сцену в качестве специального гостя вышел Мике «Зюд» Андерссон, ударник Gyllene Tider для исполнения песни «Sommartider». Кроме того, группа Good Harvest, выступавшая на разогреве исполнила вместе с Гессле композицию «Honung och guld». |
| 19 августа    | Эскильстуна Швеция   | Sundbyholms Slott    | |
| 25 августа    | Вааса Финляндия      | Elisa Stadion        | Изначально выступление планировалось на Bobollsstadion вместимостью 4 000 человек. Однако, из-за большого спроса на билеты концерт был перенесен на более вместительный стадион. Выступление на фестивале: перед Пером Гессле и его группой выступило 5 коллективов, в том числе группы One Desire и The Heartbeat Band. На мероприятии присутствовали ок. 3 500 зрителей. |
| 26 августа    | Порвоо Финляндия     | Popkalaset festival  | Выступление на музыкальном фестивале. Перед группой Гессле выступали различные финские группы, в том числе популярный коллектив Egotrippi, чье выступление Гессле особо отметил в своём официальном фейсбуке. 3 000 зрителей. |

## Отзывы критиков
В течение всего тура рецензию и рассказ о каждом концерте с фотографиями и ссылками на видео ролики публиковал сайт «Roxetteblog.com». После единственного концерта в Норвегии местная газета «Fredriksstad Blad» написала об этом и цитировала в своей статье материалы с этого сайта.

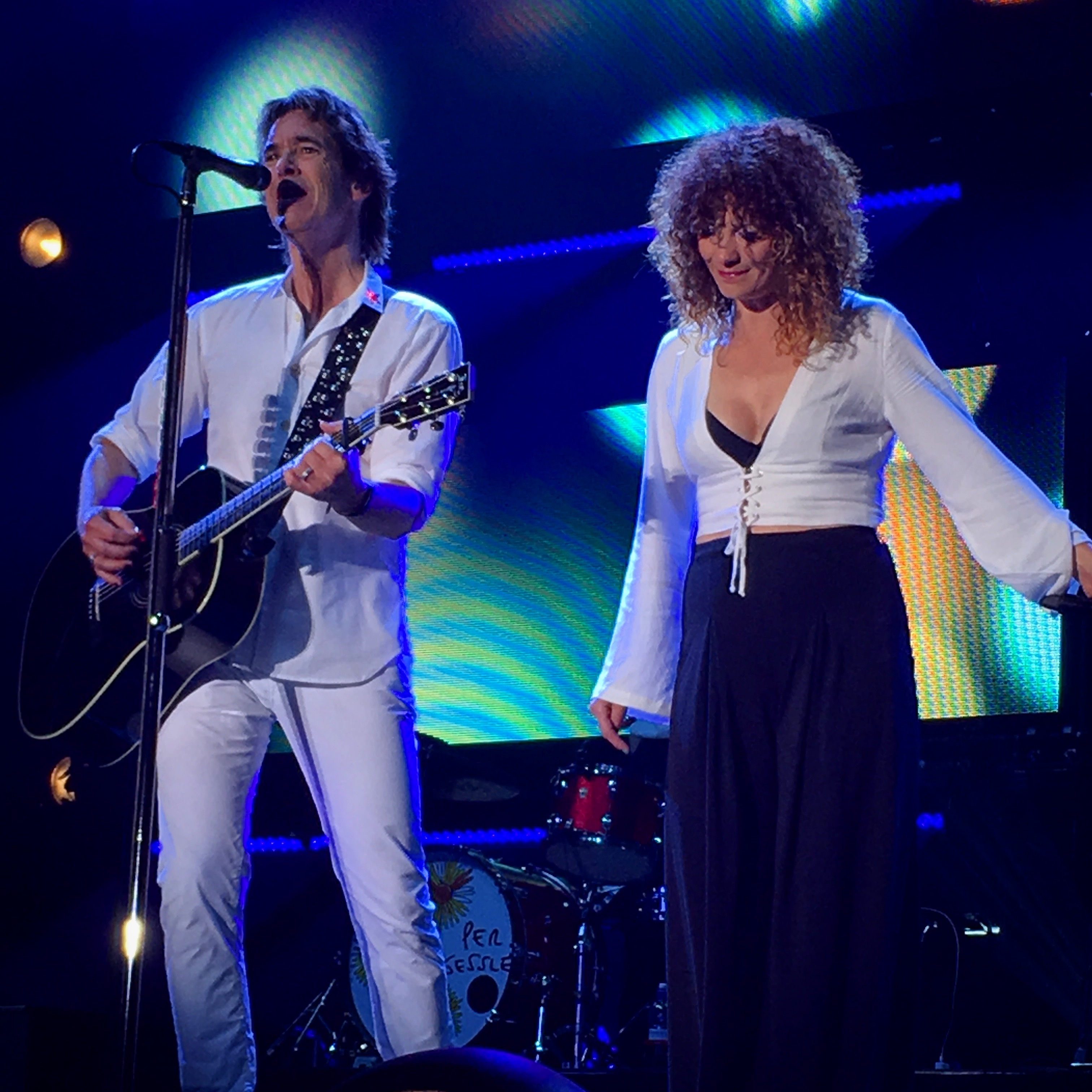
Пер Гессле и Хелена Юсефссон на концерте в Греббестаде, 21.07.2017

- Финская газета «Vasabladet», выходящая на шведском языке, анонсируя предстоящий концерт Гессле в городе Вааса, называет музыканта «поп-иконой».[46] Патрик Бак, обозреватель этой же газеты, именует музыканта «фабрикой хитов» (швед. Hitfabriken).[47]
- Халландская газета «Hallandsposten» публикует обзор прошедшего пред-премьерного концерта в отеле «Tylösand» и даёт выступлению положительную оценку, называя исполнение «Första pris» «милым».[48] Хокан Стиин, обозреватель шведской газеты «Aftonbladet» называет пред-премьерный концерт «штормовым хит-парадом» (швед. hejdundrande hitparad) и отзывается о концерте крайне положительно, особо отмечая песни из репертуара Gyllene Tider, а также звучащие впервые вживую композиции с последнего сольного альбома Гессле, которому посвящён предстоящий гастрольный тур, в частности, «Första pris».[22]
- За два дня до официального старта гастрольного тура Линус Брэнстрём, обозреватель «Hallandsposten» пишет, что тур наверняка станет «потрясающим». Сам Гессле в интервью этой газете говорит, что предстоящие гастроли станут для него «испытанием».[15]
- Данте Томсен, обозреватель шведской газеты «Expressen» называет выступление Гессле и его группы в музее Скансен «большим успехом», а также, что музыкант «владел сценой»; самого Гессле Томсен называет «легендарным лидером Roxette и Gyllene Tider». При исполнении песни «Sommartider» Гессле удостоился оваций от публики, которая встала, аплодируя музыканту. Ведущая программы «Allsång på Skansen» Санна Нильсен, спевшая с Пером дуэтом песню «Småstadsprat»[49] призналась, что он для неё — «большой кумир».[50]
- Большое число шведских газет посвятили свои материалы премьерному шоу в Хельсинборге. Музыкальный обозреватель «Expressen» Андерс Нунстед вел прямую видео трансляцию с концерта, а затем опубликовал свой обзор выступления. Он называет сет лист «странной смесью старого и нового [материала]». Нунстед пишет, что старые песни, звучавшие со сцены уже по 20-30 раз могли бы приобрести новую форму, однако Гессле не готов, по мнению корреспондента, к изменениям меньше, чем его слушатели. В общем, Нунстед называет концерт «не таким увлекательным, но более эффективным», отмечая сыгранную песню «Honung & guld» из репертуара Gyllene Tider (альбом «Puls»); заканчивает обзор словами: «En vacker kväll», приятный вечер. Итоговая оценка: 3/5.[23] Таблоид «Aftonbladet» оценивает концерт крайне положительно, называя его словом «hitbonanza». Лучшими песнями называются «Ljudet av ett annat hjärta» и «Varmt igen», общая оценка шоу 4/5.[24] Корреспондент хельсинборгской городской газеты «Helsingborgs Dagblad» Йоран Хольмквист в рецензии концерта в этом городе пишет, что Гессле «разогрел всех зрителей».[51] Газета «Dagens Nyheter» называет концерт «серьезным».[52] Директор The Tivoli Хассе Йонссон в интервью «Helsingborgs Dagblad» заявил, что «лето пришло с Пером Гессле… все счастливы и весь концерт был просто фантастическим.»[25]
- Телеканал SVT рассказывает о поклонниках музыканта, которые занимают очередь перед входом на концертную площадку еще с вечера и ночуют там в палатках под дождём. Самого Гессле корреспонденты называют «поп иконой».[53]
- Карл-Йухан Сандберг, обозреватель издания «Örebroguiden» оценивает выступление в Эребру на 4/5. Он называет Гессле «великим поп артистом», а многие его хиты — «ставшие классикой». После рассказа о том, что публика пела почти все песни наизусть, корреспондент подводит итог и пишет, что шоу ему понравилось, а «Пер Гессле был по-настоящему хорош» (швед. Per Gessle var faktiskt riktigt bra).[54] Шведская газета «NA» оценивает концерт в Эребру положительно, особо отмечая удачный выбор песен для исполнения.[55]
- Мартин Аведаль, автор рецензии в «Örebro Tribune» напротив, считает, что Гессле «профессиональный и опытный», но выступление было «посредственным»; тем не менее хиты музыканта называются «бессмертной классикой». Аведаль сравнивает Гессле с другим шведским артистом — Хоканом Хелльстрёмом и говорит, что по сравнению с последним, Гессле не хватало энергии и харизмы. Выступление Гессле в Эребру называется «непримечательным, не возбуждающим и [ничем] не удивительным». Тем не менее, отмечается, что Хелльстрем популярный в Швеции артист, в то время как Гессле добился мирового признания. И не смотря на то, что состоявшийся чуть ранее в этом же городе концерт Хелльстрема был по мнению журналиста намного лучше, чем выступление Гессле, Аведаль признает несомненный талант Гессле как автора песен и исполнителя. Оценка за выступление складывается из нескольких: звук 5/5, свет 4/5, зрители 4/5, сценическое шоу 3/5, выбор песен 3/5. Итоговая оценка за выступление в Эребру: 3,8/5.[56]
- Положительную оценку выступлению в Рэттвике дают газеты «Dala Demokraten»[57] и «Dalarnas Tidningar»[58].
- Йенни Алвин, обозреватель газеты «Mariestads Tidningen» рассказывает о концерте в Тьоребуде; лучшими номерами вечера называются две песни Gyllene Tider: «När vi två blir en» и заключительная «Sommartider».[28]
- Алекс Бергдаль из шведской газеты «Blekinge Läns Tidning» рассказывает о концерте в Карлскруне. 5 из 17 исполненных на концерте песен были записаны на альбоме «Mazarin» (2003), одном из самых лучших в карьере музыканта по мнению обозревателя. Бергдаль называет бэк вокалистку Хелену Юсефссон «выдающейся певицей», а особо отмечает игру гитариста Улы Густафссона, который выступал с Евой Дальгрен и Bo Kaspers Orchestra. Лучшей песней на концерте называется «Spegelboll», а худшими — новые композиции с последнего альбома, особенно «Min plats». Общая оценка концерта: 4/5.[59]
- Томмас Беннелид, корреспондент шведской газеты «Bohusläningen», пишет о концерте в Греббестаде. Он напоминает, именно в этот день исполнилось ровно 36 лет с того момента, когда Гессле в последний раз выступал в этом городе (в «Lunden»). Концерт посетили 6 350 зрителей, что является абсолютным рекордом для этой площадки, на 200 человек больше предыдущего рекорда. Беннелид называет исполнение песни «It must have been love» (дуэт Гессле-Юсефссон) «необычайно сильным». Сам Гессле называется «одним из величайших шведских поп-музыкантов современности». Исполнение песен «Min plats», «Första pris» и «Småstadsprat» Беннелид называет лучшими номерами вечер и «авангардным», в отличие от современных поп-песен.[29]
- Йухан Линдквист, колумнист «Göteborgs Posten» публикует статью о предстоящем концерте в Гётеборге, которая выходит в 6 часов утра в день представления. Он пишет, что «сердце Гессле горит от поп-музыки» и называет его «крайне продуктивным автором песен».[60] София Андерссон, обозреватель этой же газеты, пишет рецензию на выступление музыканта и его группы. Она называет Гессле «Королём (Тюлё)санда» (игра слов: хит Гессле «Kung av Sand» (Король песка) и название его отеля — Tylösand). Андерссон пишет, что концерт охватывает 40-летнюю карьеру музыканта, который к своим 58 годам продал 40 млн альбомов по всему миру. Она также называет Гессле «хальмстадской хит-машиной, чья батарея никогда не садится» (швед. Han är Halmstads hitmaskin vars batteri aldrig tar slut.). Исполнение хита Gyllene Tider «Juni, Juli, Augusti» «несомненно подтверждает, что Пер Гессле самый успешный шведский лидер по караоке-песням». Андерссон отмечает, что то, как публика подпевает музыканту при исполнении песен «Kung av sand» и «Ljudet av ett annat hjärta», походит на то, что «они являются национальным гимном Швеции, а не „Национальная песня“». Обозреватель отмечает, что тексты песен Гессле зачастую лишены смысла и после его концертов ей хочется «прийти домой и почитать Достоевского». Общая оценка выступления 3/5.[30]
- Единственный концерт в Норвегии широко освещался в местной прессе. Без качественных характеристик о выступлении написала норвежская газета «Fredrikstad Avisa»[61] и «Fredrikstad Blad»[62]. Норвежская «Gaffa» называет Гессле «великим сыном Хальмстада» (норв. Halmstads store sønn), а его музыку «настоящей».[63] Фотографии с фестиваля публикует «Artist Pictures Blog»[64] и норвежский фотограф Lasse Ljung[65].
- Рассказывая о концерте в Стокгольме, Дан Бакман, обозреватель «Svenska Dagbladet» пишет, что «Гессле никогда не играл музыку так хорошо, как сейчас». Его концерт сравнивается с популярным шведским телевизионным шоу «Allsång på Skansen» (Подпеваем в Скансене), а также с выступлениями другого известного шведского исполнителя Томаса Ледина. Критик отмечает смешение новых песен и старых: «Segla på ett moln»/«Första pris» и «Här kommer alla känslorna»/«Flickan i en Cole Porter-sång» — «это сделано красиво». Особого внимания удостаиваются музыканты группы; Бакман повторяет: «никогда ещё Гессле [и его музыканты] не играли так хорошо». Подводя итог, Бакман отмечает, что «Гессле поёт так же, как всегда — это нельзя назвать прекрасным пением… он не харизматичен и не будоражит, но он действительно любит свою работу и это очень хорошо… Его песни могут быть раздражающими, несложными, утомляющими… но сложно найти лучшего поп-исполнителя летом 2017 года.»[66]
- Бьорн Нюстрём, обозреватель NSD, в своей рецензии на выступление в Питео называет концерт «бомбардировкой хитами». Он отмечает игру гитариста Улы Густафссона, который родился в Лулео, небольшом городке рядом с Питео. В отсутствии Мари Фредрикссон вокал Хелены Юсефссон называется «отличной попыткой», а классическая песня «It Must Have Been Love» по мнению критика «звучит лучше, чем он когда-либо её слышал». Критик особо отмечает «отличное» исполнение песни «Första pris» с последнего альбома «En vacker natt» (2017), а закрывающая концерт «Småstadsprat» (первый сингл с этого же альбома) по мнению Нюстрёма лучше бы звучала где-нибудь в середине сет-листа. Общая оценка концерта: 3/5.[67] Газета «Pitea-Tidningen» публикует сразу две статьи, посвящённые концерту в Питео. В одной из них корреспондент Андреас Сандлунд пишет о том, что на концерт приехали поклонники музыканта от Аргентины до Болгарии (на фото в статье упоминаются поклонники из Германии, Швейцарии, Норвегии, Бразилии, Болгарии и Аргентины) и все они просто «сходили с ума» по своему кумиру.[68] В другой, он называет концерт Гессле «славным народным праздником». Звучание всех песен Сандлунд называет «фантастически хорошим», особо выделяя хиты Gyllene Tider: «Det hjärta som brinner» и «Ljudet av ett annat hjärta». Он также отмечает, что музыканты, выступающие с Гессле — «возможно лучшая группа, с которой можно выступать [сегодня]». Минусом выступления обозреватель отмечает исполнение «It Must Have Been Love», где Гессле поёт всего один куплет; в то же время он называет вокал Хелены Юсефссон «замечательным» и отмечает, что «она нисколько не пытается даже копировать Мари Фредрикссон». Подводя итог, Сандлунд пишет: «это лучшее, о чем только можно мечтать на вечернем концерте на пляже светлым летним вечером».[33]
- В рассказе о концерте в Боргхольмском замке «Barometern OT» называет Гессле поп-королём.[69] Островная газета «Ölandsbladet» пишет, что «Пер Гессле не принадлежит лету, он и есть само лето». Её обозреватель Петер Бусртём особенно отмечает: «забавно, какую роль играет Хелена Юсефссон в выступлении. Она действительно этого заслуживает после всех лет работы бэк-вокалисткой. Её исполнение „Segla på ett moln“ действительно становится жемчужиной в руинах». Общая оценка выступления: 4/5.[70] Общенациональный шведский таблоид «Expressen» пишет о том, что кронпринцесса Швеции посетила выступление «Короля лета».[71]
- Ежедневная сконская газета «Skånska Dagbladet» пишет про концерт в Мальмё и отмечает большое количество поклонников, приехавших на выступление из разных стран, даже из Южной Америки.[72] Треллеборгская газета «Trelleborgs Allehanda» называет выступление в Мальмё «прекрасным».[73]
- Вермландская газета «Värmlands Folkblad» отмечает, что на выступлении в Арвике лучшей песней была «The Look». Кроме того, обозреватель газеты Йуаким Магнуссон эксплицитно пишет: «Хелена Юсефссон [и] ЕСТЬ Мари Фредрикссон», а также называет новую песню «Första pris» «новой любимой песней, исполняемой вживую».[74] Линус Карле, корреспондент городской газеты «Arvika Nyheter» также отмечает, что исполнение «The Look» было лучшим номером вечера. Он называет музыкантов группы «невероятно талантливыми» и единственным минусом выступления: слишком много баллад в сет-листе.[75]
- Пер Когстрём, обозреватель халландской газеты «Hallandsposten» отзывается о концерте в Хальмстаде крайне положительно. Лучшим номером вечера он называет исполнение песни Gyllene Tider «Kung av sand», а дуэт Гессле и Ларса Виннербэка в песне «Honung och guld» — «прекрасным и скромным». Он также отмечает, что бывал на многих концертах Гессле, но концерт в родном городе музыканта — лучший, что он когда-либо посетил. Кроме того, Когстрём отмечает, что долгие громкие проигрыши в «Joyride» и «The Look» не являются необходимыми и их можно было бы с лёгкостью избежать.[10]
- Кристина Эберг, обозреватель «Corren» ставит концерту в Линчёпинге оценку 5/5. Она пишет, что концерт был «хороший, отличный и великолепный». Она также отмечает, что карьера Гессле, песни из которой он исполнял на концерте, длится на сегодняшний момент 36 лет. И всё это «36 лет шведского лета».[76]
- Стефан Варнквист, обозреватель «Uppsala Nya Tidning» называет выступление в Уппсале «успешным», а сам Гессле — «поп иконой». И, несмотря на то, что он выступал на крупнейших мировых аренах и продал миллионы копий своих дисков по всему миру, Варнквист отмечает, что музыкант вышел на сцену как «поп-ботаник» и играл так, слово он «играет с друзьями по выходным в гараже на соседней улице». Исполнение хита Roxette в дуэте с Хеленой Юсефссон обозреватель называет «великолепным».[77] Городской портал «Uppsala 24» публикует короткую положительную рецензию на прошедший в этом городе концерт.[78] Газета «Uppsala Nyheter» называет Гессле «королём попа». Её корреспондент Пэр Далерус особенно отмечает игру на скрипке Малин-Мю Валл, а также участие дуэта Good Harvest в исполнении песни «Honung och guld». Отмечается, что Хелена Юсефссон поёт очень «сильно» в течение всего концерта, но в некоторых песнях по мнению обозревателя газеты, ему хотелось бы услышать Мари Фредрикссон.[40]
- Ирене Карлбум Хелл, корреспондент «Ekuriren» пишет, что для того, чтобы быть знакомым с творчеством Гессле не обязательно слушать его песни, «достаточно просто жить в Швеции в любой момент на протяжении последних 40 лет». В отличие от Уффе Лунделля, которым увлекаются в основном мужчины, и Томаса Ледина, чьи поклонники, как правило, женщины, Пер Гессле — «для всех. Все находят в нём что-то своё и никто не сходит с ума». Также отмечается исполнение песни «It Must Have Been Love» дуэтом с Хеленой Юсефссон и Хелл отмечает, что ей это отлично удаётся. Голоса Гессле и Юсефссон «встречаются» и результат получается «скорее оригинальным, чем классически прекрасным, но тем не менее это тоже хорошо». Лучшими номерами вечера называются исполнения двух хитов Gyllene Tider «Kung av sand» и «Gå & fiska!».[79]
- Финская газета «Österbottenstidning» на шведском языке пишет о концерте в финском городе Вааса. Газета отзывается о концерте положительно и называет Гессле «шведской поп иконой».[80]
- Финская шведскоязычная газета «Yle Nyheter» в своей статье о концерте Порвоо пишет о том, что организаторы остались крайне довольны фестивалем. По сведениям этой газеты концерт посетили 2 800 человек.[81]

## Итоги тура и события после него
По сообщениям прессы, тур посетили более 130 000 зрителей; билеты на 6 концертов из 20 были распроданы полностью, а 2 площадки установили рекорд посещаемости. Для самого Пера Гессле этот тур стал, по его собственному признанию, новым опытом и новым испытанием: скрипка, педальная слайд-гитара, в некоторых песнях три гитары и 5 человек на вокале — однако результат оказался «за рамками ожидания»; Гессле также признался, что эти музыканты — лучшие, с которыми он когда-либо выступал.
В интервью «Hallandsposten» Гессле также рассказал, что в перерывах между концертами писал новые песни, работал над другими проектами и хочет продолжить свою карьеру: «новые песни, новые сотрудничества, больше гастролей». В 2018 году шведская группа Гессле Gyllene Tider отмечает 40-летний юбилей (а сам музыкант — 60-летие), поэтому, стоит ожидать чего-либо, связанного с творчеством GT.
22 сентября 2017 года поступил в продажу сольный альбом Гессле «En vacker dag», являющийся завершением годового проекта, состоящего из сольного альбома «En vacker natt» и настоящего гастрольного тура. Альбом получил сдержанные, но положительные отзывы критиков.

### Выступление на телевидении
25 ноября Гессле выступил на шведском телеканале SVT в вечернем шоу «Go’kväll» и исполнил дуэтом с Хеленой Юсефссон песню «Det är vi tillsammans» со своего последнего альбома «En vacker dag» (2017). На следующий день он появился в передаче «Hellenius hörna» шведского телеканала TV4. После продолжительного интервью с ним, сам Гессле и его музыканты снова исполнили песню «Det är vi tillsammans», на этот раз в Йоном Хольмом, который принимал участие в записи оригинального студийного трека.
2 декабря Гессле появился в утренней передаче «Nyhetsmorgon» на том же телеканале TV4. На этот раз — вместе с известным шведским певцом и композитором Никласом Стрёмстедом.

### Последующие релизы
8 декабря 2017 года вышел компакт-диск «En vacker kväll — Live sommaren 2017» с записью 13 песен, исполненных во время тура. Отвечая на вопрос поклонника в социальной сети Facebook, будет ли альбом доступен для покупки на iTunes, Пер Гессле ответил, что планировал выпуск этого издания исключительно в качестве «сувенира» после прошедшего тура только на LP. Тем не менее, из-за того, что для штамповки виниловых пластинок требуется слишком много времени (менеджмент Гессле хотел, чтобы релиз поступил в продажу перед Рождеством), было принято решение выпустить альбом только на компакт-дисках. Все песни на живом альбоме были записаны на последнем концерте тура в Порвоо, Финляндия, 26 августа 2017 года. Список песен приведён ниже:
1. På promenad genom stan
2. Vilket håll du än går
3. Segla på ett moln
4. Första pris
5. Min plats
6. It Must Have Been Love
7. Honung och guld
8. Här kommer alla känslorna (på en och samma gång)
9. Flickan i en Cole Porter-sång
10. Queen of Rain
11. Varmt igen
12. Tycker om när du tar på mig
13. Småstadsprat

8 декабря 2017 года вышел документальный фотоальбом с тура «En vacker bok — Live sommaren 2017» (издательство RW Produktion, ISBN 9789198328080) на шведском языке. В книге 160 страниц. Предисловие написал сам Пер Гессле. Автором фотографий является шведский фотограф Андерс Роос, который сопровождал Гессле и его группу на протяжении всего тура и снимал происходящее за кулисами и во время выступлений. Оформлением издания занимался шведский график и художник Пэр Викхольм.
18 декабря в стокгольмском магазине «NK» прошла автограф-сессия Пера Гессле по случаю релиза книги «En vacker bok».
Пер Гессле также объявил, что некоторые песни с альбомов «En vacker natt» и «En vacker dag» будут переведены на английский язык и записаны заново на новом студийном альбоме, который планируется к выходу весной 2018 года. На альбоме будут записаны дуэты с некоторыми нэшвиллскими исполнителями и, в частности, с Ником Лоу, который оказал большое влияние на творчество Гессле. После выхода альбома планируется мировой тур.
В январе 2018 года лейбл Пера Гессле Space Station 12 выпустил пресс-релиз, в котором сказано, что певица Charla K, выступавшая на разогреве у Гессле во время тура «En vacker kväll», стала одной из 10 финалистов (среди которых оказался и Александр Рыбак), которые примут участие в песенном конкурсе Melodi Grand Prix (MGP) в Норвегии. Победитель этого конкурса будет представлять королевство на Евровидении в 2018 году в Португалии. Примечательно, что песню «Stop The Music» для этого конкурсе написал сам Пер Гессле совместно с Alex Shield. Песенный конкурс пройдет в норвежской столице на арене Oslo Spektrum 10 марта 2018 года. Ранее Пер Гессле написал песню для шведского конкурса Melodifestivalen, победитель которого должен был отправиться на Евровидение: Лассе Линдбом, сотрудничавший в Пером продюсер и исполнитель, исполнил «För dina bruna ögons skull» и занял 10 место в 1980 году. Шесть лет спустя Лена Филипссон в этом же конкурсе заняла второе место с композицией «Kärleken är evig», текст для которой написал Гессле.
В январе 2018 года вышел цифровой сингл на песню «Honung och guld», которую Гессле исполнил дуэтом с Ларсом Виннербэком на концерте в Хальмстаде 11 августа 2017 года.

## Происшествия
Во время выступления Пера Гессле на фестивале Latitud 57 в Оскарсхамне поступило сообщение о сексуальном домогательстве к несовершеннолетней девушке, пришедшей на концерт. Расследованием занимается полиция города Кальмар. Первым о происшествии сообщила радиостанция Radio P4 Kalmar, а затем шведская газета «Expressen».